# Komik
Komik är ett uppträdande avsett att framkalla munterhet. Platon såg komik som motsatsen till det tragiska. Komik finns i andra konstarter än scenkonsten, t.ex. i konsten exempelvis som karikatyrer.

## Typer av komik
- Lyteskomik[2]
- Bondkomik[2]
- Situationskomedi[2]
- Ståuppkomik

Ordet "komik" finns belagt i svenska språket sedan 1801 och kommer från franskan. Ytterst kommer ordet från grekiskans kōmikoʹs (något som hör till komedin).